# 小さな旅館
『小さな旅館』（ちいさなりょかん）は、松本清張の短編小説。『週刊朝日別冊・緑蔭特別号』（1961年7月号）に掲載され、1961年11月に短編集『駅路』収録の1作として、文藝春秋新社から刊行された。
1981年にテレビドラマ化されている。

## あらすじ
俺は順治に殺意を抱いた。順治は俺の娘・敦子の婿養子となっているが、敦子と結婚したのは俺の財産目当てだった。父から貰った財産を守り、可愛い我が娘を破滅から救うのだ。
俺は順治の所行を調べた。順治は俺が考えた通り、方々の女と遊んでいたが、ズブの素人も一人いた。順治とその女が二人でいる所を尾行すると、二人は決まって江古田の小さな旅館に入ることがわかった。俺は殺人計画をここから立てることにした…。

## エピソード
- 著者は本作について「ある裏通りを歩いて、小さな旅館の看板を見かけたことから思いついた。旅館という場所は、見知らぬ人が泊まりに集まってくるだけに秘密的な臭いを持っている」と記している[1]。

## テレビドラマ
「松本清張の小さな旅館」。1981年1月17日、テレビ朝日系列の「土曜ワイド劇場」枠（21:02-21:51）にて放映。視聴率24.1％（ビデオリサーチ調べ、関東地区）。
キャスト
- 森田修平：田村高廣
- 森田敦子：坂口良子
- 森田順治：目黒祐樹
- 山田吾一
- 吉行和子
- 北原刑事：森田健作
- 井上昭文
- 順治の不倫相手：西尾三枝子
- 戸浦六宏
- 明石勤
- 渡辺やよい
- 太田きよみ
- 太田優子
- 太年順子
- 一柳みる
- 森あい
- 相馬剛三
- 久木念
- 松田利也子
- 菊地太
- 会田由紀
- 皆川明男
- 渡辺洋介
- 東真利子
- 伊藤京子
- 黒田清子
- 大畑慎一郎
- ナレーター：小林清志

スタッフ
- 脚本：猪又憲吾
- プロデューサー：大久保忠幸、池ノ上雄一、植野晃弘
- 監督：齋藤武市
- 音楽：菅野光亮
- 撮影：相原義晴
- 助監督：加島忠義
- 制作：東映、テレビ朝日

| テレビ朝日系列 土曜ワイド劇場                   | テレビ朝日系列 土曜ワイド劇場      | テレビ朝日系列 土曜ワイド劇場                  |
| 前番組                                          | 番組名                             | 次番組                                         |
| ----------------------------------------------- | ---------------------------------- | ---------------------------------------------- |
| 五重塔の美女 江戸川乱歩の幽鬼の塔 （1981.1.10） | 松本清張の小さな旅館 （1981.1.17） | 京都殺人案内4 （原作：和久峻三） （1981.1.24） |